# 五图街道
五图街道，是中华人民共和国山東省潍坊市昌乐县下辖的一个乡镇级行政单位。

## 行政区划
五图街道下辖以下地区：
邓家庄村、东上疃村、石人坡村、亓家庄村、四泉村、西耿安村、东耿安村、泉二头村、大解召村、小解召村、代家庄村、曹西楼村、谢家山村、宝石村、上疃村、永兴村、石乡村、临河村、跃进村、店子村、坊子村、新街村、郭齐村、五图村、响水崖村、曹家庙村和庵上湖村。